# 八公山区
八公山区（はちこうざん-く）は、中華人民共和国安徽省淮南市に位置する市轄区。

## 行政区画
- 街道:新荘孜街道、土壩孜街道、畢家崗街道
- 鎮:八公山鎮、山王鎮